# Śnieżkowice
Śnieżkowice – wieś w Polsce położona w województwie świętokrzyskim, w powiecie ostrowieckim, w gminie Waśniów. Leży przy DW751.
W latach 1975–1998 miejscowość administracyjnie należała do województwa kieleckiego.